# Vincenz Müller

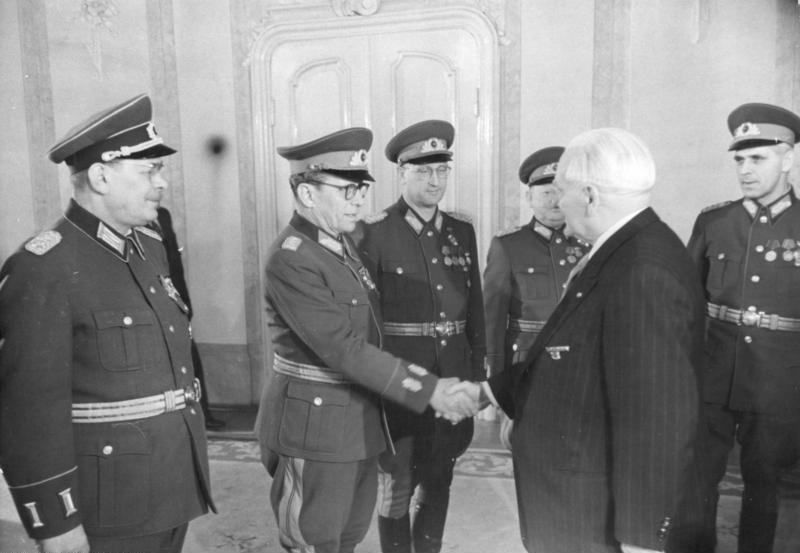
Gen. Vincenz Müller (drugi z lewej), 1957

Vincenz Müller (ur. 5 listopada 1894 w Aichach, zm. 12 maja 1961 w Berlinie) – niemiecki generał, uczestnik II wojny światowej, wiceminister Obrony Narodowej NRD i szef Sztabu Głównego Narodowej Armii Ludowej.
Karierą wojskową rozpoczął w armii Cesarstwa Niemieckiego. W czasie służby w Wehrmachcie uczestniczył w II wojnie światowej i ataku w 1941 roku na Związek Radziecki. W randze generała porucznika dowodził 57 Dywizją Piechoty, a od 6 czerwca 1944 roku XII Korpusem Armijnym. W rejonie Mohylew-Mińsk dowodzony przez niego XII KA został rozbity przez Armię Czerwoną, a on dostał się do niewoli. Po repatriacji, mającej miejsce w 1948 roku, został wiceministrem Obrony Narodowej Niemieckiej Republiki Demokratycznej i szefem Sztabu Głównego Narodowej Armii Ludowej. 

## Ordery i odznaczenia
- Krzyż Kawalerski Krzyża Żelaznego
- Order Zasługi dla Ojczyzny